# 鮎川太陽
鮎川 太陽（あゆかわ たいよう、1991年1月18日 - ）は、日本の俳優、声優。ジャニーズJr.内ユニット「Ya-Ya-yah」の元メンバー。東京都出身。2024年9月よりフリー。

## 略歴
母親の意向で幼少時から赤ちゃんモデルとして活動したり、ダンス・水泳・ミニバスケットボールなど多くの習い事を経験する。母親がファンであったTOKIOのコンサートに連れていってもらっていたことがきっかけでジャニーズにも興味をもった。
2001年、オーディションを経てジャニーズ事務所に入所し、10歳で芸能界入り。同年冬にYa-Ya-yahのメンバーに選ばれる。2002年5月15日、NHKアニメ『忍たま乱太郎』の主題歌『勇気100%/世界がひとつになるまで』でCDデビューを果たす。
2004年、『3年B組金八先生』第7シリーズに物語の主要人物のひとり、小塚崇史役で出演。八乙女光、薮宏太とともに「金八トリオ」として第8回日刊スポーツドラマグランプリ・最優秀新人賞を受賞した。この作品をきっかけに、芝居への思いと一人でやってみたいという気持ちが強くなり、2007年に活動を休止。その後、7年所属したジャニーズ事務所を退所し、事務所を移籍する。堀越高等学校芸能コースを卒業。
2011年1月1日、テレビ東京『仲間由紀恵の蒼い地球5』にテレビ出演。同年5月には舞台『タンブリング vol.2』に出演。主に舞台へと活動の軸を移す。
2018年2月にフリーへ転向し、同年9月10日、株式会社Sに所属。
2024年8月31日、同日付で株式会社S（現 株式会社アリア・エンターテインメント）を退社し今後はフリーランスで活動することを、自身のXで公表。

## 人物
特技はダンス、殺陣、ダイビング。趣味はゴルフ、ビリヤード、ピアノ、テコンドー。

## 出演

### 舞台
- タンブリング - 南裕紀 役
  - タンブリング vol.2（2011年5月18日 - 7月3日、赤坂ACTシアター / 御園座 / シアターBRAVA! / 東京国際フォーラム）
  - タンブリング vol.3（2012年8月10日、東京国際フォーラム） - ゲスト出演
- 愛が殺せとささやいた（2011年9月16日 - 25日、草月ホール） - 山縣祐二 役
- ハイスクール歌劇団☆男組（2012年9月12日 - 23日、天王洲 銀河劇場） - 古田洋一 役
- Re-miniscence【Stylishshine!! Vol.2】（2012年10月31日 - 11月4日、池袋シアターグリーン BIG TREE THEATRE） - 主演：塔馬 役
- 眠れぬ町の王子様〜prince of the sleepless town〜（2012年11月28日 - 12月2日、全労済ホール スペース・ゼロ） - 大和 役
- ゴジラ（2013年1月23日 - 27日、SPACE107 / 2月8日 - 11日、大阪市立芸術創造館） - 主演：ゴジラ 役
- シュワッチ!（2013年2月20日 - 3月3日、赤坂RED/THEATER） - 吉法 役
- Go,JET!GO!GO! Vol.3 〜Mr.MOOOOn Light〜（2013年3月20日 - 24日、アクアスタジオ） - 大地 役
  - GO,JET!GO!GO! 〜I LOVE YOUが言えなくて〜（2013年5月8日 - 12日、SPACE107） - 大地 役
- 朗読劇 しっぽのなかまたち
  - 朗読劇 しっぽのなかまたち2（2013年4月25日・27日、恵比寿エコー劇場） - カンチ・五右衛門 役
  - 朗読劇 しっぽのなかまたち4（2015年8月16日・20・21・23日、全労済ホール スペース・ゼロ）
- Kiss Me You〜がんばったシンプー達へ〜（2013年5月22日 - 26日、新国立劇場 小劇場） - 内田洋介 役
- 極上文學 第四弾『藪の中』（2013年6月12日 - 16日、俳優座劇場） - 夫 役
- でも未来には君がいる（2013年8月14日 - 18日、青山円形劇場）
- 花より団子よりサランヘヨ!!（2013年9月22日 - 29日、中目黒キンケロ・シアター） - チャン・グンソル / 東のぼる 役
- BASARA 第2章（2014年1月9日 - 14日、シアター1010） - 揚羽 役
- サイコメトラーEIJI〜時計仕掛けのリンゴ（2014年2月26日 - 3月2日、CBGKシブゲキ!!）
- DAY IN A SUN（2014年4月6日、紀伊國屋ホール）
- 最遊記歌劇伝 シリーズ - 沙悟浄 役
  - 最遊記歌劇伝 God Child（2014年5月2日 - 7日、全労済ホール スペース・ゼロ）
  - 最遊記歌劇伝 Burial（2015年1月8日 - 12日、シアターGロッソ / 1月23日 - 25日、シアターBRAVA!）
  - 最遊記歌劇伝 Reload（2015年9月17日 - 23日、サンシャイン劇場）
  - 最遊記歌劇伝－Darkness－（2019年6月6日 - 14日、ヒューリックホール東京）
  - 最遊記歌劇伝－Oasis－（2020年2月2日 - 9日、紀伊國屋サザンシアター TAKASHIMAYA）
- 言いたいことも言えない、小さな夢も見れない、汚い嘘や言葉で操られたくない、真っ直ぐ向き合う現実に誇りを持ちたいだけだから（2014年6月4日 - 8日、シアターサンモール）
- ホリプロ「ピーターパン」（2014年7月13日、神奈川芸術劇場 / 7月20日 - 31日、東京国際フォーラム / 8月2日、広島文化学園HBGホール / 8月9日、梅田芸術劇場 / 8月16日、リンクステーションホール青森） - 海賊ジェークス役
- つかこうへい TRIPLE IMPACT
  - ロマンス2015（2015年2月17日 - 22日、紀伊國屋ホール）
  - いつも心に太陽を（2015年2月24日 - 3月2日、紀伊國屋ホール / 3月14日、森ノ宮ピロティホール）
- 戦国無双（2015年5月2日 - 7日、シアター1010） - 片倉小十郎 役
- 劇団TEAM-ODAC再演企画公演 ダルマ（2015年6月18日 - 23日、紀伊國屋ホール） - 黒田滋則 役
- 遙かなる時空の中で6（2015年11月27日 - 12月6日、全労済ホール スペース・ゼロ）
- ジアース アート ネオライン 神聖創造物（2015年12月30日 - 2016年1月3日）
- Over Smile（2016年2月10日 - 15日、新宿村LIVE）
- JYUKAI-DEN -桃源-（2016年3月3日 - 8日、CBGKシブゲキ!!）
- 朗読劇「雲は湧き、光あふれて」（2016年3月30日 - 31日、紀伊國屋サザンシアター）
- ナミヤ雑貨店の奇蹟（2016年4月21日 - 5月1日、Zeppブルーシアター六本木 / 5月6日 - 8日、シアターBRAVA!）[16]
- ミュージカル『魔界王子 devils and realist』- ダンタリオン 役
  - 『魔界王子 devils and realist』（2016年6月1日 - 5日、全労済ホール スペース・ゼロ）
  - 『魔界王子 devils and realist』the Second spirit（2017年11月4日 - 12日、新宿FACE）
- 青の祓魔師 京都紅蓮篇（2016年8月5日 - 14日、Zeppブルーシアター六本木） - メフィスト・フェレス 役[17]
- ホイッスル!BREAK THROUGH-壁をつき破れ-（2016年8月31日 - 9月8日、シアター1010） - 渋沢克朗 役
- ROSE GUNS DAYS（2016年9月22日 - 25日、俳優座劇場） - 主演：レオ・獅子神 役
- プリンス・オブ・ストライド THE LIVE STAGE シリーズ - 久我恭介 役
  - エピソード1（2016年12月9日 - 14日、シアター1010 / 12月23日 - 25日、森ノ宮ピロティホール）
  - エピソード2（2017年4月22日 - 30日、シアター1010 / 5月5日 - 7日、森ノ宮ピロティホール）
  - エピソード3（2017年6月17日 - 25日、シアター1010 / 6月30日 - 7月2日、森ノ宮ピロティホール）
  - エピソード4（2017年8月14日 - 20日、シアター1010 / 8月25日 - 27日、豊中市立文化芸術センター）
- 舞台 SFF VOL.3『3D欲求』（2017年3月28日 - 30日、下北沢 小劇場B1） - Wキャスト
- ツキステ。 - 【第5章】謎の男Dia 役 / 【第7幕】黒田 役[18]
  - ツキステ。第5幕『Rabbits Kingdom』（2017年11月30日 - 12月3日、サンケイホールブリーゼ / 12月7日 - 22日、AiiA 2.5 Theater Tokyo）
  - ツキステ『メモリアルツアー2018』（2018年2月13日・14日、EX THEATER ROPPONGI）
  - ツキステ。第7幕『CYBER-DIVE-CONNECTION』（2018年12月5日 - 9日、ヒューリックホール東京 / 12月13日 - 16日、メルパルクホール）
- 黒子のバスケ シリーズ - 紫原敦 役
  - 黒子のバスケ 〜IGNITE-ZONE〜（2018年4月6日 - 22日、サンシャイン劇場 / 5月1日 - 6日、森ノ宮ピロティホール / 5月11日 - 13日、日本青年館ホール）
  - 黒子のバスケ ULTIMATE-BLAZE（2019年4月30日 - 5月18日、COOL JAPAN PARK OSAKA TTホール 他）
- 鬼切丸伝 〜源平鬼絵巻〜 再演（2018年6月20日 - 24日、全労済ホール スペースゼロ）
- ダンガンロンパ3 THE STAGE 2018 〜The End of 希望ヶ峰学園〜（2018年7月20日 - 23日、サンシャイン劇場 / 7月27日 - 29日、森ノ宮ピロティホール / 8月3日 - 13日、ヒューリックホール東京） - 逆蔵十三 役
- infini-T Force（2018年8月29日 - 9月2日、IMAホール） - ダミアン・グレイ 役
- NORN9 ノルン+ノネット（2018年10月17日 - 21日、草月ホール） - 遠矢正宗 役[19]
- ROSE GUNS DAYS〜Last Season〜（2018年12月28日 - 31日、シアターサンモール） - レオ・獅子神 役[20]
- フォトシネマ朗読劇『最果てリストランテ』（2019年1月9日、浜離宮朝日ホール・小ホール）[21]
- 機動戦士ガンダム00 -破壊による再生-（2019年2月15日 - 18日、日本青年館 / 2月23日 - 24日、森ノ宮ピロティホール） - アレルヤ・ハプティズム 役[22]
- ロンドンコメディ『RUN FOR YOUR WIFE』（2019年7月27日 - 31日） - ボビー・フランクリン 役
- 『ヒプノシスマイク-Division Rap Battle-』Rule the Stage - 神宮寺寂雷 役
  - 『ヒプノシスマイク-Division Rap Battle-』Rule the Stage -track.2-（2020年8月12日 - 8月19日、品川プリンスホテル ステラボール / ※同年5月公演から延期）
  - 『ヒプノシスマイク-Division Rap Battle-』Rule the Stage -track.4- （2021年2月5日 - 2月19日、TOKYO DOME CITY HALL / 2月25日 - 2月28日、メルパルクホール 大阪 / 3月5日 - 3月7日、福岡サンパレス ホテル＆ホール）
  - 『ヒプノシスマイク-Division Rap Battle-』Rule the Stage -track.2 replay-（2021年3月11日 - 3月21日、品川プリンスホテル ステラボール）
  - Division Rap Battle- Rule the Stage《Rep LIVE side M.T.C》（2022年7月3日、KT Zepp Yokohama）ゲスト出演
  - 『ヒプノシスマイク-Division Rap Battle-』Rule the Stage -Battle of Pride-（2021年8月14日・15日、大阪公演 / 8月24日・25日、神奈川公演）[23]
  - 『ヒプノシスマイク-Division Rap Battle-』Rule the Stage -track.5- （2022年1月7日 - 9日、メルパルクホール大阪 / 1月27日 - 2月6日、TOKYO DOME CITY HALL）[24]
  - 『ヒプノシスマイク-Division Rap Battle-』Rule the Stage《Bad Ass Temple VS 麻天狼》（2022年12月1日 - 12月18日、品川プリンスホテル ステラボール）[25][26]
  - Division Rap Battle- Rule the Stage《Rep LIVE side M》シンジュク・ディビジョン“麻天狼”（2023年5月13 - 14日、KT Zepp Yokohama/ 5月17日 - 18日、Zepp Sapporo/ 5月23日 - 24日、Zepp Shinjuku）
  - Division Rap Battle- Rule the Stage -Battle of Pride 2023-（2023年9月3日、大阪城ホール / 2023年9月7日 - 10日、ぴあアリーナMM）
- 舞台「銀牙 -流れ星 銀-」〜牙城決戦編〜（2020年10月22日 - 11月1日、天王洲 銀河劇場） - スナイパー 役[27]
- 舞台「ROAD59 -新時代任侠特区-」 - 桐宮ユウト 役[28]
  - 舞台「ROAD59 -新時代任侠特区-」（2020年12月24日 - 12月27日、なかのZERO 大ホール）
  - 舞台「ROAD59 -新時代任侠特区-」摩天楼ヨザクラ抗争（2021年4月15日 - 18日、KAAT神奈川芸術劇場 大ホール）
- Zoo-Z the STAGE -コンクリート・ジャングル-（2021年7月7日 - 11日、 東京ドームシティ シアターGロッソ） - カオル 役
- 舞台『魔法使いの約束』 - ミスラ役
  - 舞台『魔法使いの約束』第2章（2021年11月5日 - 21日、天王洲 銀河劇場）[29]
  - 舞台『魔法使いの約束』第3章（2022年4月29日[注 1] - 5月8日、天王洲 銀河劇場 / 5月13日 - 15日、アイプラザ豊橋 / 5月20日 - 22日、京都劇場）[31]
  - 舞台『魔法使いの約束』祝祭シリーズ Part2（2023年7月8日 - 23日、天王洲 銀河劇場）[32]
  - 舞台『魔法使いの約束』エチュードシリーズ Part2（2024年11月30日 - 12月8日、天王洲 銀河劇場 / 12月14日 - 22日、SkyシアターMBS）[33]
  - 舞台『魔法使いの約束』きみに花を、空に魔法を 前編（2025年9月6日 - 23日〈予定〉、天王洲 銀河劇場 / 9月28日 - 10月5日〈予定〉、箕面市立文化芸能劇場 大ホール）[34][35]
  - 舞台『魔法使いの約束』きみに花を、空に魔法を 後編（2026年）[34]
- 舞台「滄海天記」‐ ゲント役　
  - 舞台「滄海天記・序篇〜 天月、闇に墜つ 〜」（2021年12月8日‐13日、シアター1010）[36]
  - 舞台「滄海天記　陽炎編」（2023年2月10日‐14日、シアター1010）[37]
- ミュージカル『シデレウス』（2022年6月17日 - 30日、自由劇場） - ガリレオ・ガリレイ 役[38]
- イケメン戦国THE STAGE 〜連合軍VS“戦乱の亡者”雑賀孫一編〜（2022年8月18日 - 23日、ヒューリックホール東京） - 武田信玄 役[39][40]
- ミュージカル『新テニスの王子様』 - トリスタン・バルドー 役
  - The Third Stage（2023年10月6日 - 15日、TOKYO DOME CITY HALL / 10月20日 - 29日、メルパルク大阪 ホール / 11月3日 - 12日、TACHIKAWA STAGE GARDEN） [41]
  - The Fourth Stage（2024年8月9日 - 18日・9月15日・19日・22日、日本青年館ホール）[42]
- Song Storytelling in BAROOM『星の王子さま Le Petit Prince 〜きみとぼく〜』（2024年3月15日、BAROOM） - 飛行士 役[43]
- マーダーミステリーシアター『殺意の代償』（2025年3月15日、品川プリンスホテル クラブeX）[44]
- MANKAI STAGE『A3!』ACT3! 2025（2025年4月18日 - 5月10日、KAAT神奈川芸術劇場 ホール） - 天立甲 役[45]
- ミュージカル『PandoraHearts』（2025年11月7日 - 16日〈予定〉、シアターH） - ジャック＝ベザリウス 役[46]

### インターネットテレビ
- アメーバプレミアム放送「あゆスタ」（2012年10月3日 - 2015年7月12日、Ameba Studio）
- 森嶋秀太・天野七瑠・鮎川太陽のゴールデンMAX（2018年 - 2019年、FRESH LIVE響チャンネル）
- #渋谷オルガン坂 生徒会（2020年、DHCテレビ）
- ABEMA BOATRACE CRUISE『六本木フレンドパーク』#13（2022年、ABEMA）[47]
- ランチタイム終わりました。VM（2022年） - 鎧塚准 役
- 花の〇年組〜転校生がやってきた〜（2020年5月 - 2021年4月、ニコニコ生放送）
- あゆこばぱーてぃーず（2021年5月 - 2022年4月、ニコニコ生放送）
- あゆこばダービー（2022年5月 - 2023年4月、ニコニコ生放送）
- あゆこばダービー2（2023年5月 - 2024年4月、ニコニコ生放送）
- 鮎川太陽の宇宙チャンネル（2023年、ニコニコ生放送）

### テレビドラマ
- 3年B組金八先生（TBS） - 小塚崇史 役
  - 第7シリーズ（2004年10月15日 - 2005年3月25日）
  - スペシャル11「未来へつなげ 3B友情のタスキ〜たった一人の卒業式…3Bの絆は再び迫る薬物依存の魔の手から仲間を救い出せるのか!?」（2005年12月30日）
  - 3年B組金八先生ファイナル〜「最後の贈る言葉」（2011年3月27日）
- ドラマ24 URAKARA 第10話（2011年3月25日、テレビ東京） - 武松孝明 役
- ハイスクール歌劇団☆男組（2012年10月6日、CBC・TBS） - 古田洋一 役
- 大奥（フジテレビ）徳川家基 役
  - 第一部〜最凶の女〜（2016年1月22日）
  - 第二部〜悲劇の姉妹〜（2016年1月29日）
- 彼が僕に恋した理由 SEASON 2（2021年4月9日 - 6月11日、TOKYO MX） - 静野光 役[48][49]

### 映画
- ひとりかくれんぼ 劇場版－真・都市伝説－（2012年） - 塚本康介 役
- 女子高（2016年）[50]
- 『ヒプノシスマイク Division Rap Battle-』Rule the Stage《Bad Ass Temple VS 麻天狼》-Cinema Edit-（2023年3月24日 - 4月6日） - 神宮寺寂雷 役

### ラジオ
- 鮎川太陽のすきがたり（2019年、マンガPark）

### CM
- 進研ゼミ高校講座 - 山下翔央と共演
- 資生堂 のWEBCM「ワタシプラス」

### MV
- Aqua Timez「最後までⅡ」（2015年）[51]

### テレビアニメ
- アルゴナビス from BanG Dream!（2020年） - 楠大門 役
- ミニ豆ちゃん シーズン4 - とうもろこしのアングリー 役[52]

### ゲーム
- League of Angels Ⅱ （2016年） - イザエル 役
- 黒騎士と白の魔王 （2017年） - 白うさぎ、アダム 役
- アルゴナビス from BanG Dream! AAside（2021年 - 2022年） - 楠大門 役[53]
- 滄海天記（2022年12月8日発売）‐ ゲント 役[54]
- 戦国ALIVE （2023年） - 武田信玄 役[55]
- アルゴナビス -キミが見たステージへ-（2024年） - 楠大門 役[56]
- ROAD59 -新時代任侠区- 摩天楼モノクロ抗争（2025年） - 桐宮ユウト 役[57]

### ドラマCD
- Love on Ride 〜 通勤彼氏 Vol.11 星野慧斗（2019年3月1日発売） - 星野慧斗 役[58]
- 戦国ロック活劇『天歌奏流-TENKASOUL -』（2020年） - 塵芥 役[1]

### イベント
- 第二回 東京ボーイズコレクション（2013年8月28日、赤坂BLITZ）
- GirlsAward 2014 AUTUMN / WINTER（2014年10月1日、国立代々木競技場第一体育館）[59]
- 第六回 東京ボーイズコレクション（2015年3月11日、代々木第二体育館）
- TOKYO GIRLS COLLECTION 2016 S/S（2016年3月19日、代々木第一体育館）

## 作品

### CD
- 2.0.1.8（2018年、Amazon）[60]

### DVD
- Turn Over a New Leaf（2015年、イーネット・フロンティア）

### 写真集
- 鮎川太陽ファースト写真集『LinQ』 （2020年3月11日発売、講談社キャラクターズA）
- 鮎川太陽2nd写真集 -THE SUN-（2024年9月1日発売、Aliwan株式会社）

### カレンダー
- 鮎川太陽オフィシャルカレンダー2015[61]
- 鮎川太陽オフィシャルカレンダー2016
- 鮎川太陽オフィシャルカレンダー2018
- 鮎川太陽オフィシャルカレンダー2021